# Ral·li Dakar 2024
L'edició de 2024 del Ral·li Dakar és la 46a d'aquesta prova, organitzada per l'Amaury Sport Organisation. Se celebra a l'Aràbia Saudita i és la cinquena vegada que el país àrab acull l'esdeveniment.
La competició tindrà lloc entre els dies 5 al 19 de gener de 2024. L'esdeveniment serà la primera prova del Mundial de Ral·lis raid del 2024 per tercer any consecutiu.
L'esquema del recorregut de la cursa va ser presentat el 3 de juny de 2023. Aquest any la ruta començarà a Al-Ula, travessarà el Rub al-Khali i finalitzarà a Yanbo. El format de cursa consta d'un pròleg i 12 etapes, inclosa una etapa de marató de 48 hores. L'etapa de marató de nou format tindrà un límit d'horari per aturar-se a les 16:00 hores i la sortida l'endemà a les 7 hores del matí. Més detalls de la ruta seràn revelats al novembre.

## Cronologia
- 3 de juny - 20 d'octubre de 2023: Inscripcions[2]
- Novembre de 2023: Roda de premsa
- 1 de desembre de 2023: Inspeccions i càrrega de vehicles a Barcelona
- 1 de gener de 2024: Descàrrega de vehicles a Yanbo
- 5 de gener de 2024: Podi de sortida i etapa de pròleg
- 6 de gener de 2024: inici de la cursa
- 19 de gener de 2024: Final de cursa i arribada al podi

## Participants
- S'espera que Audi torni amb 3 entrades i mantingui els mateixos conductors.[3]
- Ford ha confirmat que entrarà al ral·li per primera vegada amb un Ford Ranger T1+.[4]
- El contracte del vigent campió Nasser Al-Attiyah amb Toyota va expirar el 2023 i no s'ha prorrogat. Per a aquest any, el qatarí va signar amb Prodrive.

## Canvis
Es van anunciar alguns canvis per l'edició d'aquest any:
El Ral·li Dakar és la primera etapa del Campionat del Món Ral·lis-Raid des del 2022, i en aquest any els noms de les categories es modifiquen i s'adapten a la nomenclatura FIM i FIA. En aquesta edició s'ha arribat a un acord per rebatejar les actuals categories de cotxes, amb els cinc grups que ara es coneixen com a T1, T2, T3, T4 i T5. A continuació es mostra la llista.
- T1 → Ultimate, que són vehicles més grans.
- T2 → Stock, els vehicles de producció.
- T3 → Challenger, prototips tot terreny modificats.
- T4 → SSV
- T5 → Camions

El Campionat del Món de Ral·li Raid de la FIA categoria T3 es coneixerà com el Campionat del Món de Ral·li Raid de la FIA per a pilots Challenger.

## Etapes
Les etapes de l'edició 2024 del Ral·li Dakar són els següents:
| Etapa  | Data           | Des de                      | Fins a                      | Total/Especial              |
| ------ | -------------- | --------------------------- | --------------------------- | --------------------------- |
| Pròleg | 5 de gener     | Al-Ula                      | Al-Ula                      | 158 km / 28 km              |
| 1      | 6 de gener     | Al-Ula                      | Al-Henakiyah                | 532 km / 405 km             |
| 2      | 7 de gener     | Al-Henakiyah                | Ad Dawadimi                 | 662 km / 470 km             |
| 3      | 8 de gener     | Ad Dawadimi                 | Al Salamiya                 | 733 km / 440 km             |
| 4      | 9 de gener     | Al Salamiya                 | Hufuf                       | 631 km / 299 km             |
| 5      | 10 de gener    | Hufuf                       | Shaybah                     | 727 km / 118 km             |
| 6      | 11-12 de gener | Shaybah                     | Shaybah                     | 766 km / 532 km             |
| -      | 13 de gener    | Dia de descans a Riad (M&Q) | Dia de descans a Riad (M&Q) | Dia de descans a Riad (M&Q) |
| 7      | 14 de gener    | Riad                        | Ad Dawadimi                 | 873 km / 483 km             |
| 8      | 15 de gener    | Ad Dawadimi                 | Hail                        | 678 km / 458 km             |
| 9      | 16 de gener    | Hail                        | Al-Ula                      | 639 km / 417 km             |
| 10     | 17 de gener    | Al-Ula                      | Al-Ula                      | 609 km / 371 km             |
| 11     | 18 de gener    | Al-Ula                      | Yanbo                       | 587 km / 480 km             |
| 12     | 19 de gener    | Yanbo                       | Yanbo                       | 328 km / 175 km             |
| Font:  |                |                             |                             |                             |